# Passetto
Der Passetto, auch Passeto, Passet (zu Passo: ‚kleiner Schritt‘), war ein italienisches Längenmaß im Großherzogtum Toskana, auf Sizilien und im Kirchenstaat.

## Toskana
Das Maß wird als Doppelelle bezeichnet, da zwei einfache Ellen, Braccia da panno, diesem Maß entsprachen. In der Toskana waren die lokalen Maße mit dem Gesetz vom 1. Juli 1782 abgeschafft worden und als Längenmaß war der Braccia da panno, die sogenannte Woll-Elle als Grundmaß gesetzlich geregelt worden. Das Grundmaß wurde als Etalon in den Archiven des Finanz-Departements des Großherzogtums aufbewahrt.
- 1 Braccia da panno = 20 Soldi = 60 Quarttini = 240 Denari zu 12 Punti = 258,73 Pariser Linien = 0,58365 Meter

Eine andere Einteilung des Braccia da passo
- 1 Braccia da passo = 12 Grazie = 60 Quarttini = 240 Denari

Für die Doppelelle, dem Passetto, ergaben sich diese Maße:
- 1 Passetto = 2 Braccia da passo = 517,46 Pariser Linien = 1,1673 Meter

Auch wurden andere Ellen als Doppelelle bezeichnet, wenn die Länge das zweifache Maß der geltenden Elle aufwies. So wird die französische Aune mit den Maßen über ein Meter als Große oder Doppelelle bezeichnet, da vor 1812 das einfache Maß im 0,6- bis 0,7-Meter-Bereich galt.

## Sizilien
- 1 Passetto = 2 Palmi = 24 Once = 51,6 Zentimeter[2]

## Kirchenstaat
- 1 Passetto architettonico = 3 Palmi architettonico = 66,96 Zentimeter[2]